# Rien ne se perd, rien ne se crée, tout se transforme

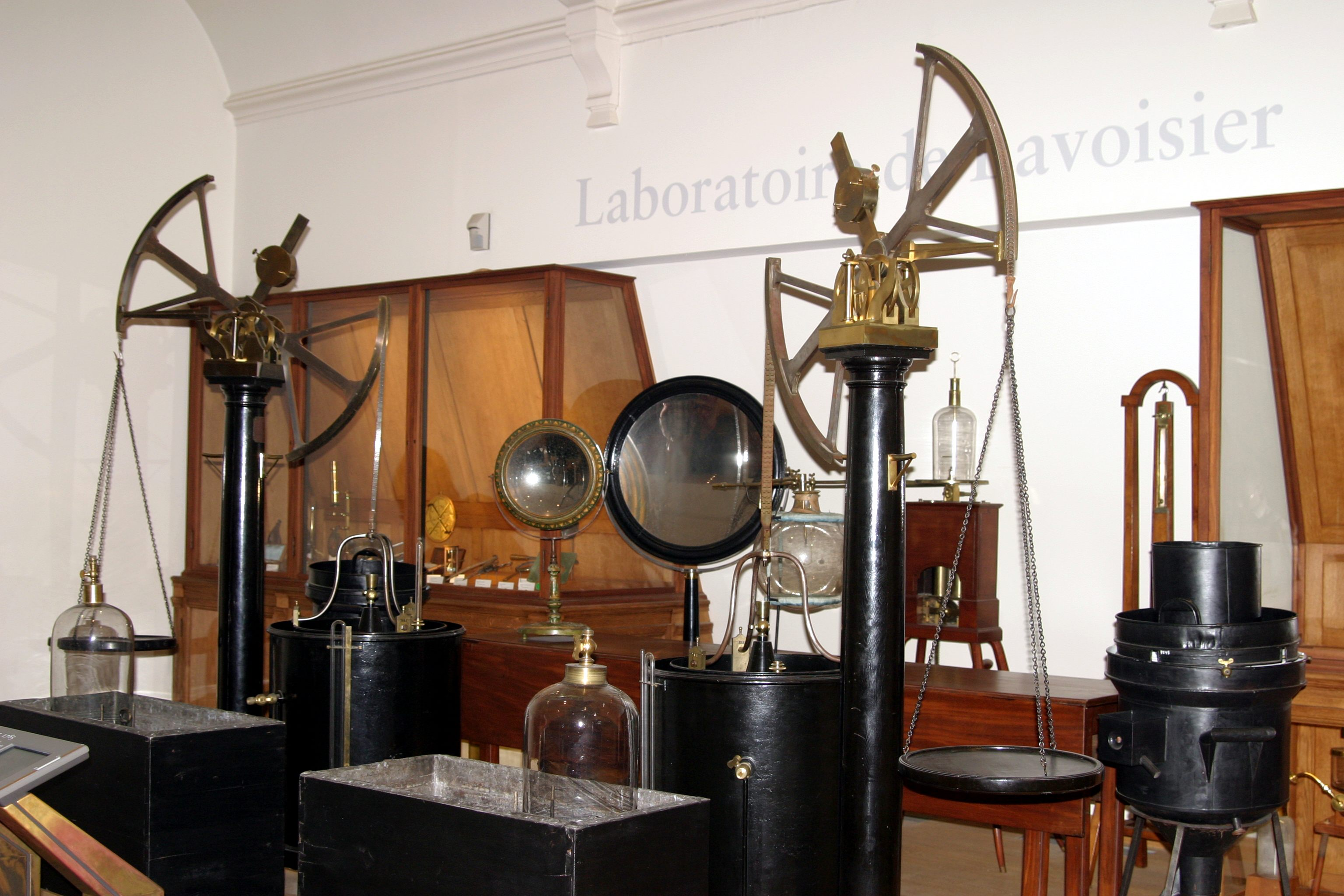
Balances du Laboratoire de Lavoisier utilisées pour comparer les masses des produits et réactifs d'une réaction chimique

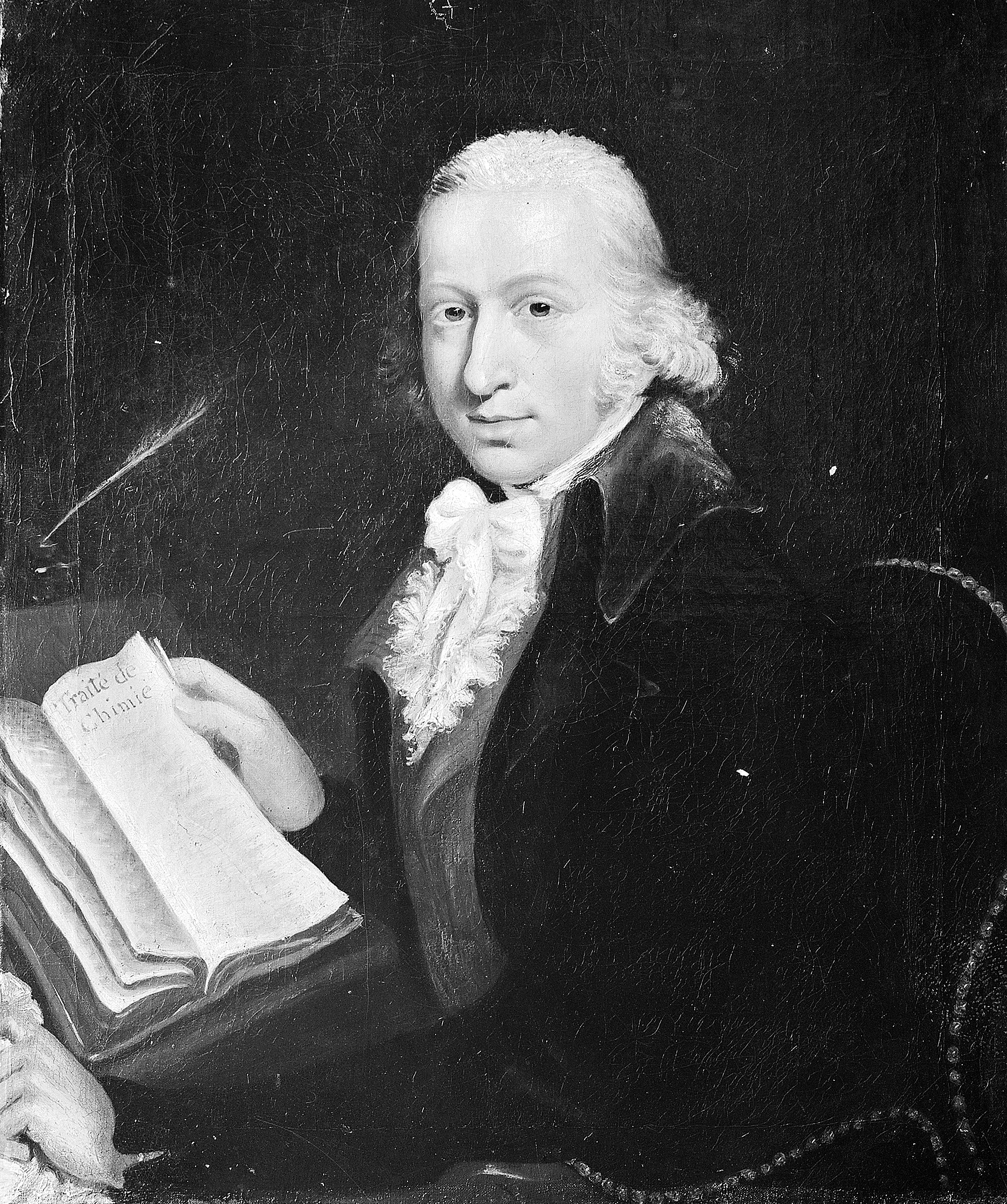
Portrait d'Antoine Lavoisier.

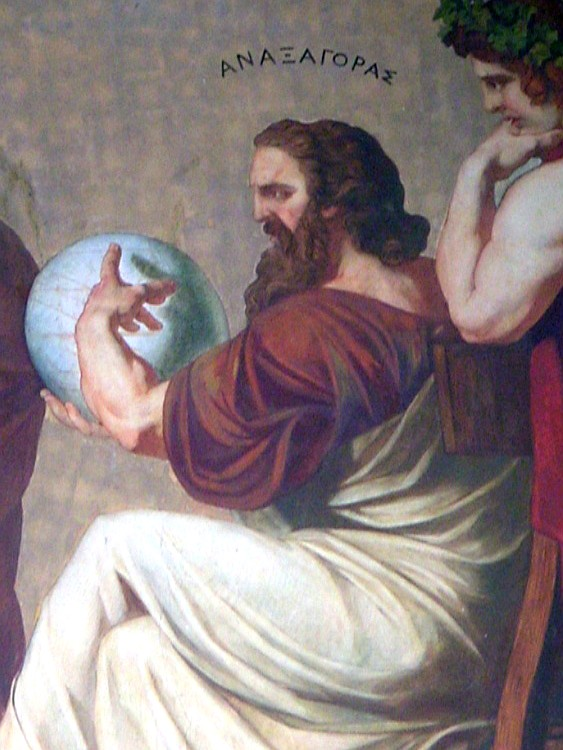
Portrait d'Anaxagore de Clazomènes.

Rien ne se perd, rien ne se crée, tout se transforme est une citation apocryphe d'Antoine Lavoisier sur la conservation des masses lors du changement d'état de la matière.

## Citation originale
Dans son Traité élémentaire de chimie, en 1789, Antoine Lavoisier écrit :

« On voit que, pour arriver à la solution de ces deux questions, il fallait d’abord bien connaître l’analyse et la nature du corps susceptible de fermenter, et les produits de la fermentation ; car rien ne se crée, ni dans les opérations de l’art, ni dans celles de la nature, et l’on peut poser en principe que, dans toute opération, il y a une égale quantité de matière avant et après l’opération ; que la qualité et la quantité des principes est la même, et qu’il n’y a que des changements, des modifications. »

## Interprétation
À la fin du XVIIIe siècle, Lavoisier fait passer l'alchimie, discipline symbolique à visée spirituelle plus qu'expérimentale, à la chimie. Il découvre et nomme l'oxygène et, en 1783, découvre la molécule d'eau en faisant réagir ensemble oxygène et hydrogène. Au cours de ses expériences, il établit que la matière change d'état au cours d'une réaction chimique et met en lumière à travers des réactions contrôlées de combustion de phosphore et de soufre, que la masse totale des réactifs et des produits reste identique du début jusqu'à la fin de la réaction. Ces expériences ont été des preuves à la base de la loi de conservation de la matière.
La citation apocryphe simplifie le sens de l'extrait original publié dans le Traité élémentaire de chimie pour signifier simplement que la quantité de matière avant et après une transformation chimique demeure la même et que l'état final n'est qu'une recombinaison de l'état initial. Cette affirmation est très proche de celle du philosophe présocratique grec Anaxagore de Clazomènes qui écrit dans ses Fragments (Ve siècle av. J.-C.) : 

« Rien ne naît ni ne périt, mais des choses déjà existantes se combinent, puis se séparent de nouveau. »